# Тлумачний гірничий словник

Тлумачний гірничий словник — спеціалізований тлумачний словник термінів гірничої науки та техніки, за редакцією Білецького В. С.
Вийшов друком у 1998 році.
Перший етап проекту «Гірнича енциклопедія».
Словник містить близько 5 000 термінів у гірничій науці та техніці. Крім того, подані відомості про деякі найбільші родовища корисних копалин, виробничі об'єднання та фірми, що працюють у гірничій промисловості.
Для науковців, викладачів, аспірантів та студентів гірничих спеціальностей, інженерно-технічних працівників підприємств гірничодобувної промисловості.
Рецензенти: д.х.н., проф. Й. О. Опейда, к.т. н., проф. М.Мухопад, д.х.н. проф. М.Олійник.

## Додаткова інформація
- Електронна версія
- ISBN 966-95347-3-9